# Vũ điệu đường phố (phim)
Vũ điệu đường phố là một bộ phim dance tình cảm Mỹ 2006 của đạo diễn Anne Fletcher với sự tham gia của diễn viên Channing Tatum và Jenna Dewan Tatum.
.